# 加久藤盆地

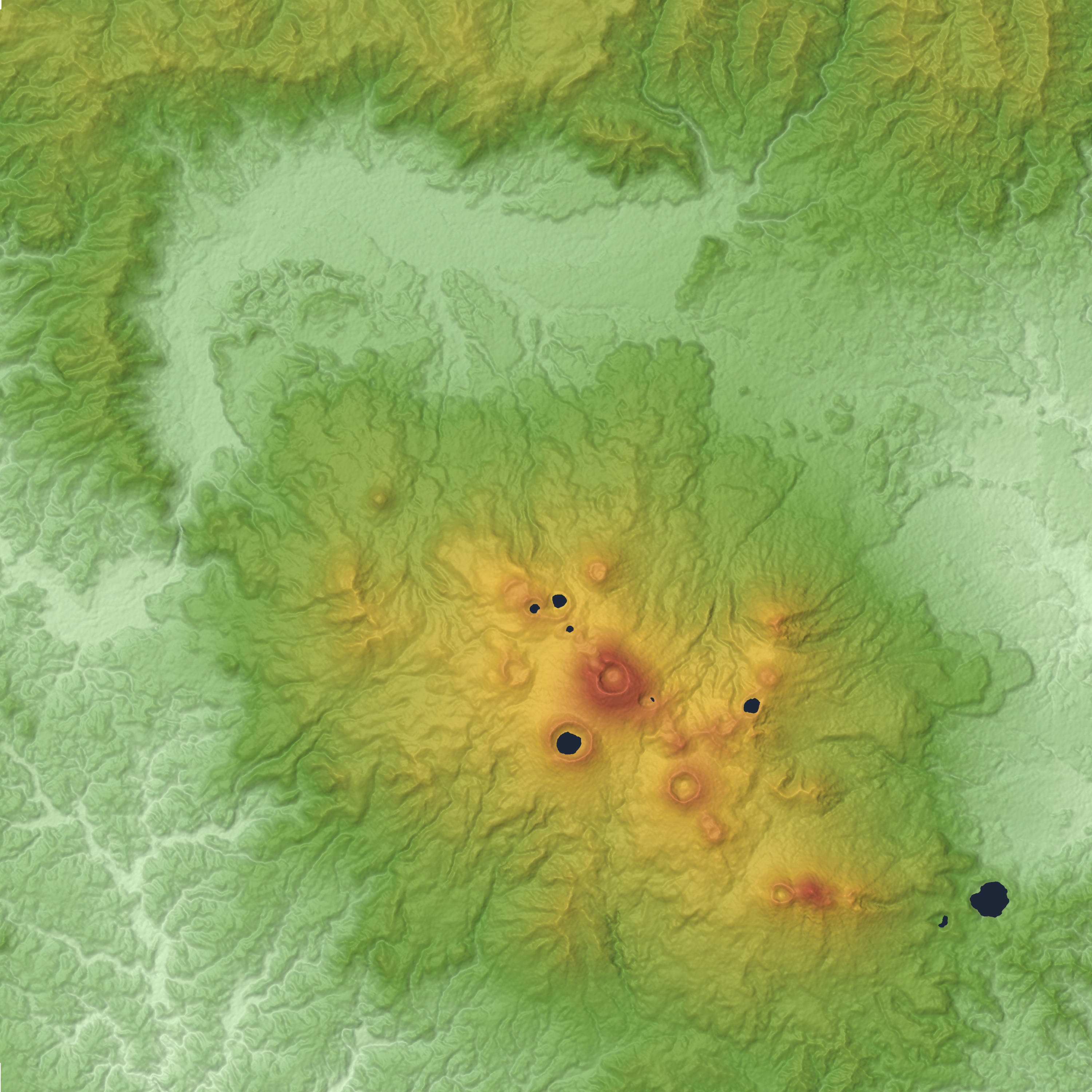
加久藤カルデラ（左上）と霧島火山の地形図。右上に小林カルデラ

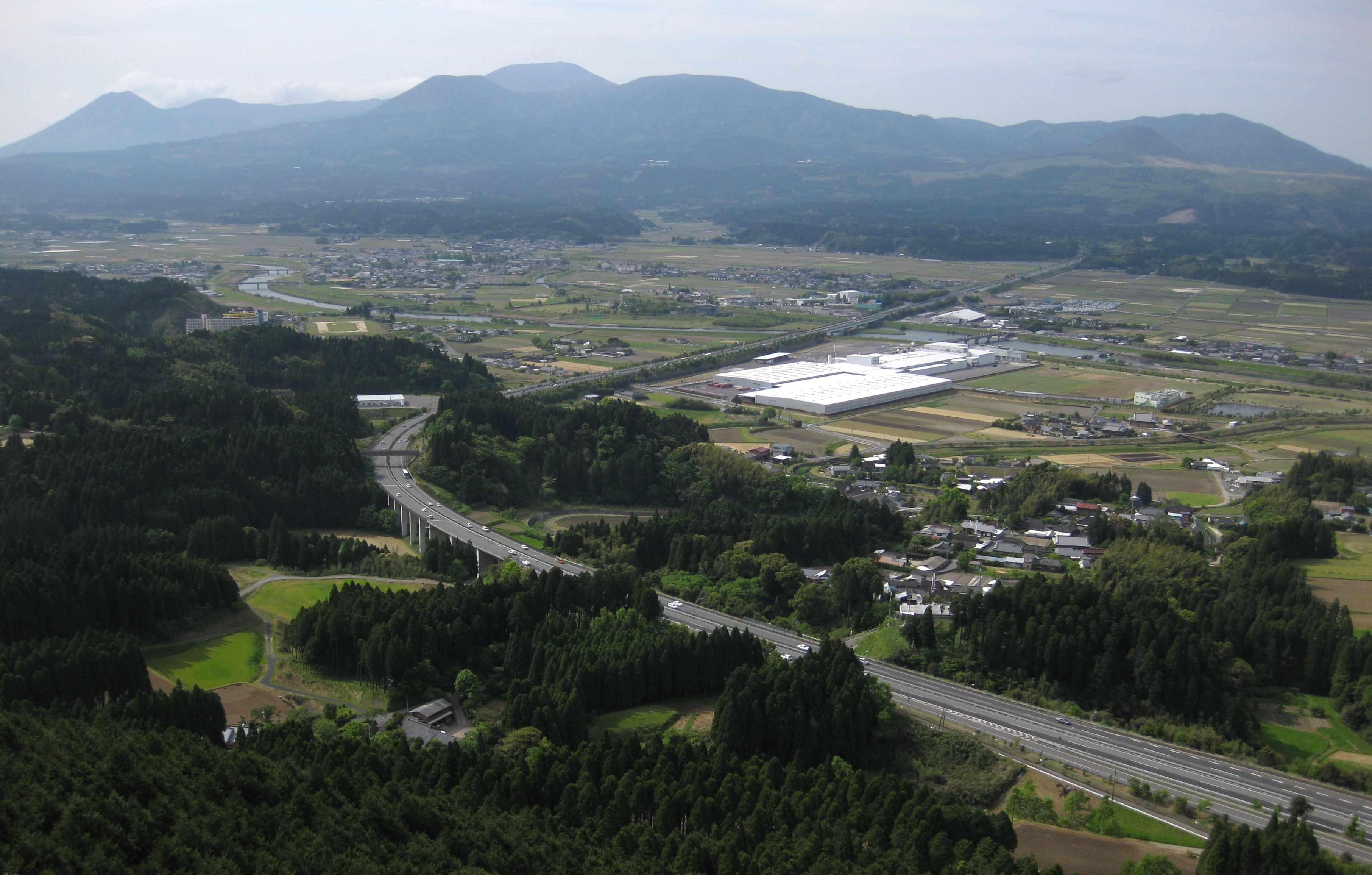
加久藤盆地中央部と霧島山。九州自動車道が盆地中央部を貫いている。

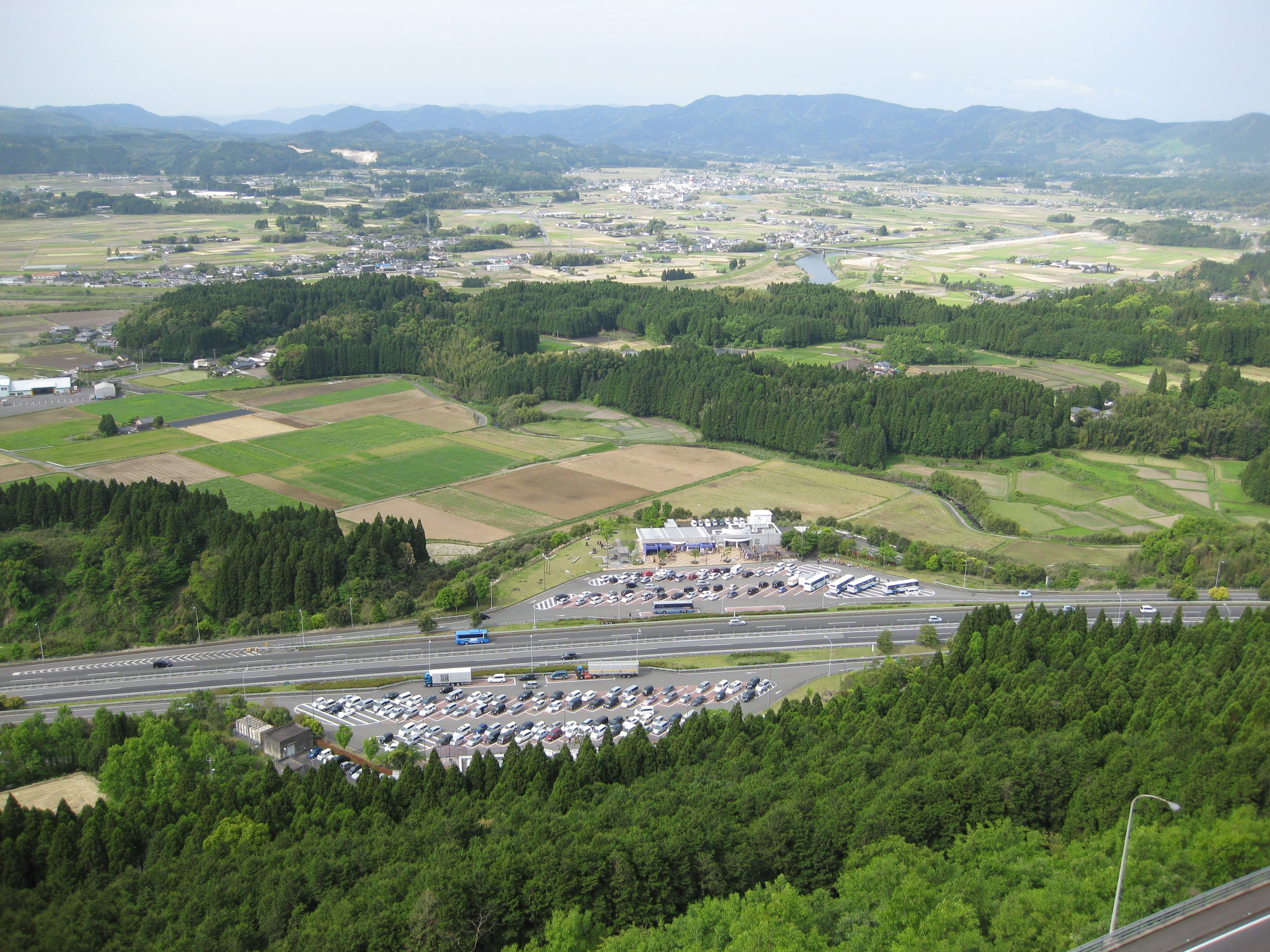
加久藤盆地西部。手前に九州自動車道えびのPAが見える。

加久藤盆地（かくとうぼんち）は、鹿児島県湧水町から宮崎県えびの市および小林市にかけて広がる東西約15km、南北5kmのカルデラ性盆地である。真幸盆地、えびの盆地ともいう。飯野、加久藤、京町（真幸）の3地区からなる。盆地の北はカルデラ外輪山である矢岳高原、南はカルデラ南縁に形成された霧島山に挟まれている。盆地内には川内川が西流し、えびの市街地が広がっている。

## 形成史
加久藤盆地は加久藤カルデラと呼ばれるカルデラを起源として形成された。加久藤カルデラの形成年代は明確になっていないが、約52万年前に噴出した小林笠森テフラ（Kb-Ks）や、約60万年前に噴出した樋脇（下門）火砕流（Hwk）について、このカルデラを起源とする説がある（Kb-Ksは小林カルデラ、Hwkは姶良カルデラ起源説もある）。
約33万年前の大噴火で発生した加久藤火砕流は薩摩半島と大隅半島の中部以北と人吉市付近および宮崎平野にまで広がり、半径約50kmの範囲に溶結凝灰岩の地層を形成した。同時に放出された加久藤火山灰（Kkt）は本州中部でも確認されており、覆われた面積は約3000km2、噴出物の体積は合計約100km3（50DREkm3）にもなる。
加久藤カルデラに水がたまり、さらに霧島山西端にある栗野岳の溶岩によって水の出口を塞がれることによって古加久藤湖と呼ばれる水面標高約300mの堰き止め湖が形成された。この湖の南部は霧島山の火山活動によって埋められ、残った北部も入戸火砕流などによって堆積が進み、最終的には川内川による湖口部の侵食が進んで排水され加久藤盆地が形成された。湖底堆積物が加久藤層群と呼ばれる地層として残されており、湖の水位変化の痕跡が川内川の河岸段丘として残されている。

## 関連文学作品
- 石黒耀の『死都日本』は、加久藤カルデラが大規模火砕流噴火（破局的噴火）を起こす、という想定のもとに書かれた空想科学小説である。